# 55 Рака e
55 Рака e, или Янссен, — экзопланета (суперземля), расположенная в планетной системе солнцеподобной звезды 55 Рака A в двойной системе 55 Рака (HD 75732). Она была открыта в 2004 году американскими астрофизиками методом доплеровской спектроскопии, а в 2011 году с помощью канадского орбитального телескопа MOST были обнаружены транзиты планеты 55 Рака e по диску звезды. Период обращения вокруг звезды равен 17 часам и 41 минуте, большая полуось орбиты 0,0156 а.е., эксцентриситет орбиты ~0,06. Масса планеты, полученная с помощью измерения лучевых скоростей родительской звезды, оказалась равна 8,63 ± 0,35 массам Земли.
Атмосферу суперземли часто исследовали, результаты различались. В феврале 2016 года было объявлено, что космический телескоп «Хаббл» обнаружил водород и гелий.  В дальнейшем это не подтвердилось. Выдвигались гипотезы о том, что атмосфера состоит из более тяжёлых молекул, возможно испарённой породы. В мае 2024 года наблюдения на телескопе «Джеймс Уэбб» исключили этот сценарий, предоставляя свидетельства существования атмосферы, богатой углекислым или угарным газом.

## Название
В июле 2014 года Международный астрономический союз начал процесс присвоения собственных имён экзопланетам и их родительским звёздам. Процесс включал публичное номинирование и голосование за новые имена. В декабре 2015 года МАС объявила, что победителем стало имя Янссен для 55 Рака e. Имя победителя было представлено Королевской ассоциацией метеорологии и астрономии Нидерландов. Оно увековечивает память очкового мастера и изобретателя телескопа Захария Янссена.

## Обнаружение
Как и большинство экзопланет, обнаруженных до космического телескопа «Кеплер», 55 Рака e была обнаружена путём изменений лучевой скорости звезды. Это было достигнуто путём проведения чувствительных измерений доплеровского изменения спектра 55 Рака A. К моменту открытия планеты были известны три другие планеты, вращающиеся вокруг звезды. После учёта этих планет оставался сигнал около 2,8 дней, что можно объяснить планетой с массой не менее 8 масс Земли на очень близкой орбите. Те же измерения были использованы для подтверждения существования неопределённой планеты 55 Рака c. 55 Рака e была одной из первых экзопланет с массой, сопоставимой с массой Нептуна, которая была обнаружена. Она была объявлена одновременно с очередным горячим нептуном Глизе 436 b, вращающимся вокруг красного карлика Глизе 436.

### Транзит
27 апреля 2011 года было объявлено о транзите планеты, основанной на двухнедельном почти непрерывном фотометрическом мониторинге с помощью космического телескопа MOST. Транзиты происходят с периодом (0,74 дня) и фазой, которые были предсказаны Доусоном и Фабрики. Это один из немногих планетарных транзитов, которые подтверждены вокруг известной звезды, и позволил исследовать состав планеты.
В ноябре 2017 года небольшой космический телескоп ASTERIA (Arcsecond Space Telescope Enabling Research in Astrophysics) класса CubeSat, выведенный на околоземную орбиту с Международной космической станции, зарегистрировал транзит планеты 55 Рака e, затемнившей свет материнской звезды на 0,04 %.

## Орбита и масса
Метод лучевых скоростей, используемый для обнаружения 55 Рака e, даёт минимальную массу в 7,8 масс Земли, или 48 % от массы Нептуна. Транзит показывает, что наклон составляет около 83,4 ± 1,7°, поэтому реальная масса близка к минимуму.
Весьма вероятно, что планета находится в приливном захвате, что означает постоянную дневную сторону и постоянную ночную сторону.

## Исследования
Более подробные исследования планеты были проведены при наблюдении её транзита (прохождения по диску звезды). Наблюдения с помощью канадского микроспутника MOST позволили учёным установить, что во время прохода планеты мимо звезды светимость последней снижается на 0,02 %. Этих данных было достаточно, чтобы вычислить диаметр планеты, который составил около 2,00 ± 0,14 диаметров Земли.
Данные же, полученные при транзите инфракрасным космическим телескопом «Спитцер», дают радиус суперземли — 2,193 ± 0,14 земного, что совпадает с данными, полученными от MOST.
В 2014 году астрономам 2,5-метрового Северного оптического телескопа, расположенного на испанском острове Пальма, удалось зафиксировать прохождение сверхземли 55 Рака e перед звездой 55 Рака A, затемнившей её на 0,05 % почти на два часа.

## Характеристики

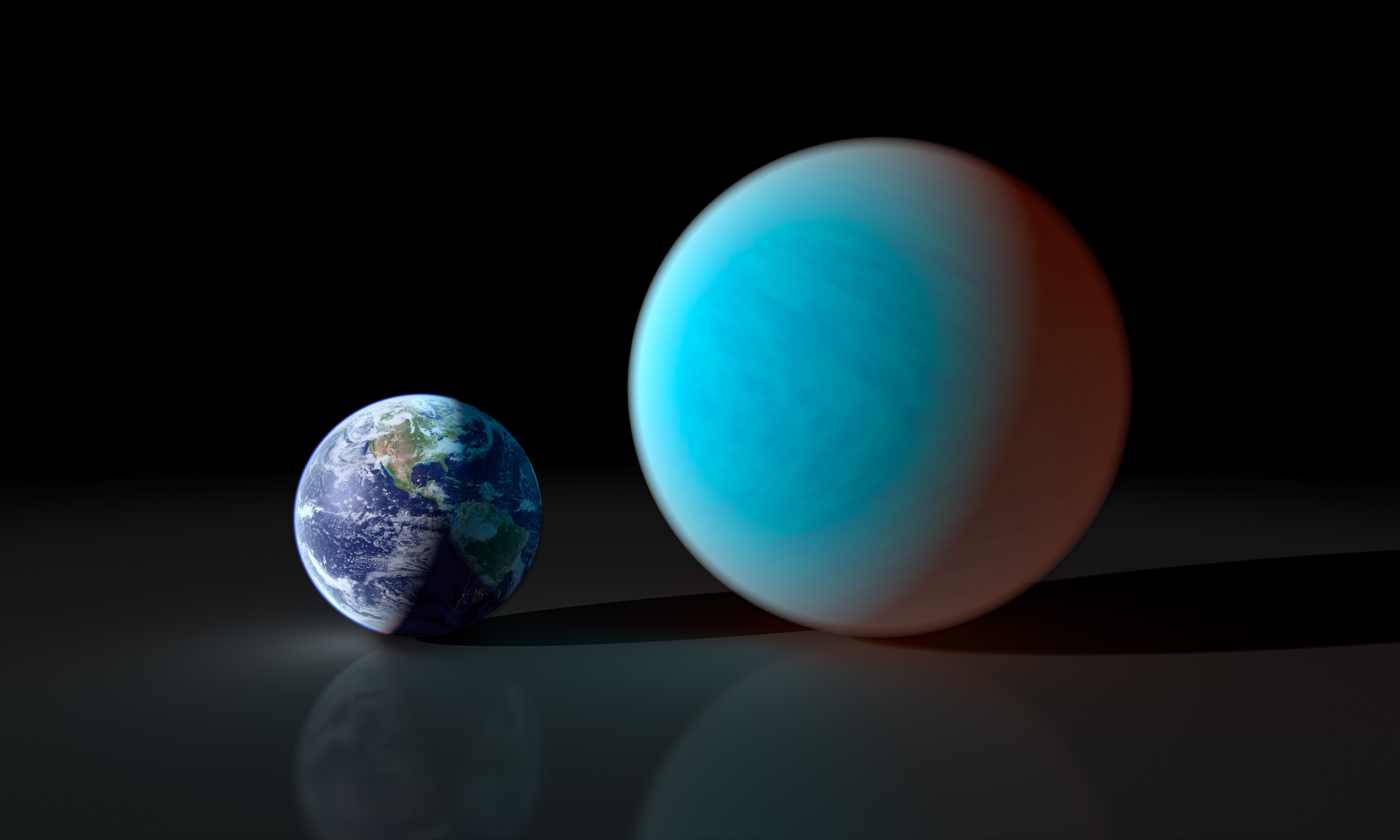
Сравнение 55 Рака е с Землёй.

По объединённым данным, полученным космическими телескопами MOST и «Спитцер», радиус планеты составляет 2,17 ± 0,10 радиуса Земли. Уточнённая масса планеты равна 8,37 ± 0,38 массы Земли, что приводит к средней плотности, меньшей, чем у Земли — 4,5 г/см³.
Первоначально считалось, что такие радиус и масса говорят либо о том, что на планете есть мощная водородно-гелиевая атмосфера, либо присутствует оболочка из воды.
Дальнейшие исследования показали, что планета всегда одной стороной обращена к своей материнской звезде, в то время как другая сторона всегда находится в тени. Обращённая к звезде сторона планеты нагрета до 2700 K, представляя собой сплошной океан лавы, на ночной стороне температура составляет 1380 K. Анализ данных инфракрасного телескопа «Спитцер» показал, что на тепловой карте 55 Рака e нет особенно ярких пятен, а значит, её поверхность не расплавлена и на ней нет лавовых озёр, но есть мощная атмосфера. Тёмная сторона 55 Рака e оказалась всего на 900° холоднее освещённой стороны.
В исследованиях 2012 года было сделано предположение, что 55 Рака e в своём составе содержит большую долю углерода, который в её недрах образует толстые слои из разных модификаций, например, графита и алмаза. При этом воды в составе планеты слишком мало. Впрочем, в работе 2013 года даются более скромные оценки содержания углерода в составе планеты.

### Вулканизм
Большие перепады температуры поверхности на 55 Рака e приписаны возможной вулканической активности, высвобождающей большие облака пыли, которые покрывают планету и блокируют тепловые выбросы.